# トバイアス・マッセイ
トバイアス・オーガスタス・マッセイ（Tobias Augustus Matthay, 1858年2月19日 - 1945年12月15日）は、イングランドのピアニスト、教育者、作曲家。

## 生涯
マッセイはロンドンに生まれた。彼の両親は北ドイツの出身で、イギリスに帰化していた。マッセイは王立音楽アカデミーでウィリアム・スタンデール・ベネットの下で学び、自らも1876年から1925年までピアノ特科の教授として教鞭を執った。1905年には、フレデリック・コーダー、ジョン・ブラックウッド・マキュアンと共同で英国作曲家協会を設立している。
マッセイは1900年にピアノ学校を立ち上げ、適切なピアノのタッチと腕の動きの分析を強調したマッセイ・システムとして知られる教育法ですぐに知られるようになった。また、技術教本を何冊か出版しており、これによって国際的な評価を受けた。門弟からは、その後20世紀のイギリスにおけるピアノ演奏を決定付けるような逸材が多数輩出している。ヨーク・ボウエン、マイラ・ヘス、クリフォード・カーゾン、モーラ・リンパニー、ユーニス・ノートン、リトル・パウエル（Lytle Powell）、イレーヌ・シャーラー、リリアス・マッキノン（Lilias Mackinnon）、ガイ・ジョンソン、ヴィヴィアン・ラングリッシュ（Vivian Langrish）、ハリエット・コーエンなどである。また、マッセイはカナダのピアニストハリー・ディーンとイギリスの指揮者アーネスト・リードの師でもある。
なお、マッセイはピアノ曲を数多く作曲したが、それらはあまり知られていない。
マッセイの妻はジェシー（Jessie; 旧姓ケネディー Kennedy）である。ジェシーは音楽家マージョリー・ケネディー＝フレイサーの妹であり、2人は1893年に結婚した。ジェシーは1937年にこの世を去っている。
マッセイは1945年に、ヘイザルミアに程近いハイ・マーレー・マノー（High Marley Manor）で没した。87歳だった。

## 著書
- The Act Of Touch In All Its Diversity: An Analysis And Synthesis Of Pianoforte Tone Production (1903)
- The First Principles of Pianoforte Playing (1905)
- Relaxation Studies (1908)
- The Child's First Steps in Piano Playing
- The Principles of Fingering and Laws of Pedaling
- Forearm Rotation Principle
- The Principles of Teaching Interpretation
- The Slur or Couplet of Notes in all its Variety, its Interpretation and Execution (1928)
- The Visible And Invisible In Pianoforte Technique (1947)